# Conte di Cottenham
Conte di Cottenham è un titolo nobiliare inglese nella Parìa del Regno Unito.

## Storia

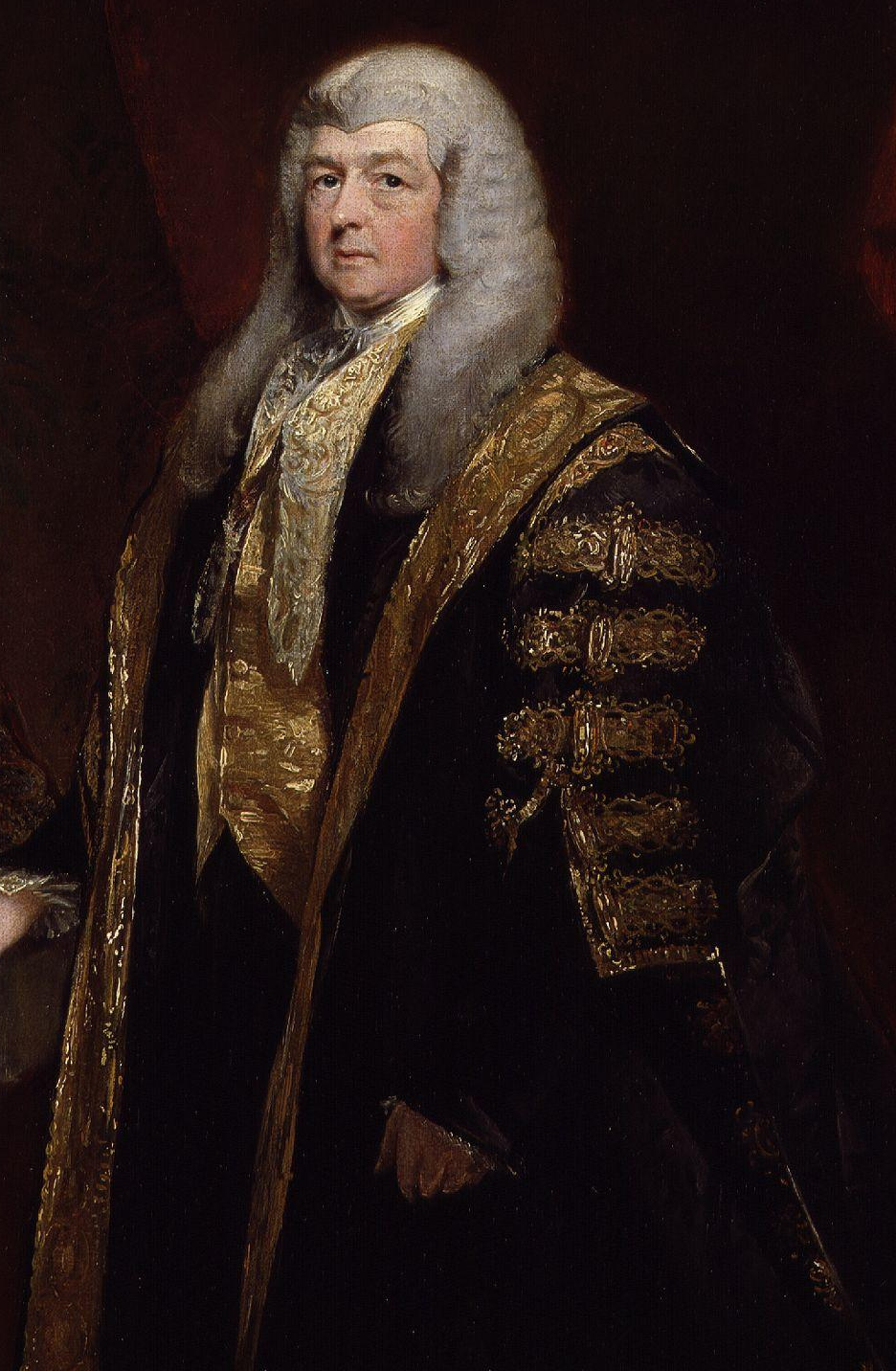
Charles Christopher Pepys,
I conte di Cottenham

Il titolo venne creato nel 1850 per il noto avvocato e politico whig Charles Pepys, I barone Cottenham. Questi era stato Lord Cancelliere dal 1836 al 1841 e dal 1846 al 1850. Pepys era già stato creato Barone Cottenham, di Cottenham nella contea di Cambridge, nel 1836, e Visconte Crowhurst, di Crowhurst nella contea del Surrey, nel contempo in cui ottenne la contea. Questi titoli vennero creato nella parìa del Regno Unito.
Nel 1845 Lord Cottenham succedette al fratello maggiore come III baronetto, di Londra, e nel 1849 succedette al cugino come IV baronetto, di Juniper Hill. Il titolo di Baronetto, di Londra, venne creato nel Baronettaggio del Regno Unito nel 1801 per il padre di Lord Cottenham, William Pepys, il quale fu Master in Chancery. Il titolo di Baronetto, di Juniper Hill nella contea del Surrey, venne creato nel Baronettaggio di Gran Bretagna nel 1784 per Lucas Pepys. Attualmente i titoli sono passati ad un discendente del I conte, il IX conte, che è succeduto al padre nel 2000.
L'attuale reggente dei titoli non ha dato ad oggi prova di successione ai baronettaggi e pertanto non è iscritto nell'Official Roll of the Baronetage (per ulteriori informazioni si veda questo collegamento Archiviato il 9 luglio 2011 in Internet Archive.).

## Baronetti Pepys, di Londra (1801)
- Sir William Pepys, I baronetto (1740–1825)
- Sir William Weller Pepys, II baronetto (1778–1845)
- Sir Charles Pepys, III baronetto (1781–1851) (creato Barone Cottenham nel 1833 e Conte di Cottenham nel 1850)

## Conti di Cottenham (1850)
- Charles Christopher Pepys, I conte di Cottenham (1781–1851)
- Charles Edward Pepys, II conte di Cottenham (1824–1863)
- William John Pepys, III conte di Cottenham (1825–1881)
- Kenelm Charles Edward Pepys, IV conte di Cottenham (1874–1919)
- Kenelm Charles Francis Pepys, V conte di Cottenham (1901–1922)
- Mark Everard Pepys, VI conte di Cottenham (1903–1943), famoso automobilista sportivo [1]
- John Digby Thomas Pepys, VII conte di Cottenham (1907–1968)
- Kenelm Charles Everard Digby Pepys, VIII conte di Cottenham (1948–2000), famoso giocatore di cricket [2]
- Mark John Henry Pepys, IX conte di Cottenham (n. 1983)

L'erede presunto è il fratello dell'attuale detentore del titolo, Sam Richard Pepys (n. 1986)

## Baronetti Pepys, di Juniper Hill (1784)
- Sir Lucas Pepys, I baronetto (1742–1830)
- Sir Charles Leslie, II baronetto (1774–1833)
- Sir Henry Leslie, III baronetto (1783–1849)
- Charles Pepys, I barone Cottenham, IV baronetto (1781–1851)

vedi Conti di Cottenham per gli altri successori